# Son Altesse Impériale
Pour les articles homonymes, voir Altesse et Son Altesse Impériale (film).
Son Altesse Impériale (S.A.I.) est un prédicat honorifique utilisé par les membres d'une famille impériale.

## Description
Dans le passé, ce traitement a été appliqué aux membres des maisons impériales allemande, française, russe et brésilienne. Actuellement, ce prédicat est utilisé par les membres de la maison impériale du Japon (天皇, Ten'nō, en japonais).
Les archiducs d'Autriche de la dynastie des Habsbourg utilisaient le traitement d'altesse impériale et royale (Kaiserliche und königliche Hoheit en allemand). La présence, dans leur titre, du mot « royal » sert à indiquer leur statut de princes de Hongrie et de Bohême.